# Апелляционный суд Эйдсиватинга
Апелляцио́нный су́д Эйдсива́тинга (норв. Eidsivating lagmannsrett) — является одним из шести апелляционных судов в Норвегии, рассматривающим жалобы на приговоры по уголовным и гражданским делам городских и окружных судов, входящих в Восточный судебный округ. Располагается в Хамаре.
Юрисдикция апелляционного суда распространяется на губернии Хедмарк, Оппланн и северный Акерсхус. Суд состоит из 14 судей.
До 1995 года в юрисдикцию суда входила вся Восточная Норвегия, но после проведённой судебной реформы из его подсудности была выделена юго-восточная часть вместе со столицей Осло и передана под юрисдикцию заново сформированного Апелляционного суда Боргартинга.
Помимо Хамара, дела также слушаются в Лиллехаммере и Эйдсволле, где суд имеет свои представительства.
Решение апелляционного суда может быть обжаловано в Верховный суд Норвегии только в том случае, если его специальный проверочный апелляционный комитет в составе из 3 судей сочтёт допустимым такое обжалование.

## История
Эйдсиватингом являлось древнескандинавское народное собрание (тинг), выполнявшее в эпоху викингов законодательные и судебные функции. Исторически он был местом суда для восточной части Норвегии, действовавшим в пределах поселений вокруг озера Мьёса. Первоначально местом проведения тинга было поле близ поселения Ванг в Хедмарке, в дальнейшем при правлении Короля Олафа Святого Эйдсиватинг стал проводиться в Эйдсволле. Эйдсиватинг был представительным собранием, на котором делегаты из различных районов от каждой области (фюльке) принимали законы или вершили правосудие путём голосования. В 1263-1280 годах во времена правления Короля Магнуса VI законы Эйдстватинга подверглись кодификации и приобрели письменную форму.